# Butjärnen, Lappland
Butjärnen är en sjö i Lycksele kommun i Lappland och ingår i Umeälvens huvudavrinningsområde. Butjärnen ligger i Vindelälven Natura 2000-område.